# Gyromitra tasmanica
Gyromitra tasmanica är en svampart som beskrevs av Berk. & Cooke 1878. Gyromitra tasmanica ingår i släktet stenmurklor och familjen Discinaceae.   Inga underarter finns listade i Catalogue of Life.